# Ejército de Nueva Zelanda
El Ejército de Nueva Zelanda es el componente terrestre de la Fuerza de Defensa de Nueva Zelanda y comprende alrededor de 4.500 efectivos de la Fuerza Regular, 2.000 efectivos de la Fuerza Territorial y 500 civiles. Anteriormente Fuerzas Militares de Nueva Zelanda, el nombre actual fue adoptado por la Ley del Ejército de Nueva Zelanda de 1950. El Ejército de Nueva Zelanda remonta su historia a la milicia de colonos levantada en 1845.
Los soldados de Nueva Zelanda sirvieron con distinción en los principales conflictos del siglo XX, incluida la segunda guerra bóer, la Primera Guerra Mundial, la Segunda Guerra Mundial, la guerra de Corea, la Emergencia Malaya, el Confrontación de Borneo y la guerra de Vietnam. Desde la década de 1970, los despliegues han tendido a ayudar a los esfuerzos multilaterales de mantenimiento de la paz. Teniendo en cuenta el pequeño tamaño de la fuerza, los compromisos operacionales se han mantenido altos desde el inicio del despliegue de Timor Oriental en 1999. El personal de Nueva Zelanda también sirvió en la primera guerra del Golfo, Irak y Afganistán, así como en varias misiones de la ONU y otras misiones de mantenimiento de la paz, incluida la Misión de asistencia regional a las Islas Salomón, el Sinaí, Sudán del Sur y Sudán.

## Historia

### Guerras de mosquetes, asentamientos y guerras de tierras
La guerra ha sido parte integral de la vida y la cultura del pueblo maorí. Las Guerras de los Mosquetes dominaron los primeros años del comercio y los asentamientos europeos. Los primeros colonos europeos en Bay of Islands formaron una milicia voluntaria de la que algunas unidades del ejército de Nueva Zelanda rastrean sus orígenes. Las fuerzas británicas y los maoríes lucharon en varias guerras de Nueva Zelanda a partir de 1843 y culminaron con la invasión de Waikato a mediados de la década de 1860, durante la cual las fuerzas coloniales se utilizaron con gran efecto. A partir de la década de 1870, el número de tropas imperiales (británicas) se redujo, dejando que las unidades de colonos continuaran la campaña.
La primera fuerza militar permanente fue la Fuerza de Defensa Colonial, que estuvo activa en 1862. Esta fue reemplazada en 1867 por la Policía Armada, que desempeñaba funciones tanto militares como policiales. Después de ser rebautizada como Fuerza de Policía de Nueva Zelanda, se dividió en fuerzas militares y policiales separadas en 1886. La fuerza militar se llamó Milicia Permanente y más tarde se rebautizó como Fuerza Permanente.

### Guerra de los Bóeres
El mayor Alfred William Robin dirigió el primer contingente enviado de Nueva Zelanda a Sudáfrica para participar en la guerra de los bóeres en octubre de 1899. El ejército de Nueva Zelanda envió diez contingentes en total (incluido el cuarto contingente de Nueva Zelanda), de los cuales los seis primeros fueron reclutados. e instruido por el teniente coronel Joseph Henry Banks, quien dirigió al 6. ° Contingente a la batalla. Estos eran fusileros montados, y los primeros contingentes tenían que pagar para ir, proporcionando sus propios caballos, equipo y armas.
La Ley de Defensa de 1909, que desplazó al antiguo sistema de voluntariado, remodeló las defensas del dominio sobre una base territorial, incorporando los principios del servicio universal entre determinadas edades. Proporcionó una fuerza territorial, o fuerza de combate, totalmente equipada para los requisitos modernos, de treinta mil hombres. Estas tropas, con la reserva territorial, formaban la primera línea; y la segunda línea comprendía clubes de fusileros y secciones de entrenamiento. Según los términos de la ley, todos los varones, a menos que no estén físicamente capacitados, deben participar en la defensa del dominio. La ley preveía el entrenamiento militar gradual de todos los varones desde los 14 hasta los 25 años, después de lo cual debía servir en la reserva hasta los treinta años. Desde los 12 a los 14 años, todos los niños de la escuela realizaron una cierta formación militar y, al salir, fueron transferidos a los cadetes superiores, con quienes permaneció, en formación, hasta los 18 años, cuando se incorporó a la territoriales. Después de servir en las territoriales hasta los 25 (o menos si se recomendaban relevos anteriores), y en la reserva hasta los 30, se concedió la baja; pero el hombre seguía estando sujeto a ser llamado a filas en virtud de la Ley de milicias, hasta que cumplió 55 años. Como resultado de la visita de Lord Kitchener a Nueva Zelanda en 1910, se hicieron ligeras modificaciones, que afectaron principalmente al personal general y administrativo, y que incluyó el establecimiento del Cuerpo de Estado Mayor de Nueva Zelanda, y el plan se puso en marcha en enero de 1911. El general de división Sir Alexander Godley, del Estado Mayor Imperial, fue contratado como comandante.

### Primera Guerra Mundial
En la Primera Guerra Mundial, Nueva Zelanda envió la Fuerza Expedicionaria de Nueva Zelanda (siglas en inglés NZEF), de soldados que lucharon con los australianos como el Cuerpo de Ejército de Australia y Nueva Zelanda en Gallipoli, posteriormente inmortalizados como "ANZAC". Entonces se formó la División de Nueva Zelanda que luchó en el Frente Occidental y la Brigada de Fusiles Montados de Nueva Zelanda luchó en Palestina. Después de que el general de división Godley partiera con la NZEF en octubre de 1914, el general de división Alfred William Robin comandó las Fuerzas Militares de Nueva Zelanda en casa durante la guerra, como comandante.
El número total de tropas y enfermeras neozelandesas que prestaron servicio en el extranjero en 1914-1918, excluidos los de las fuerzas británicas y de otros dominios, fue de 100.000, de una población de poco más de un millón. Cuarenta y dos por ciento de los hombres en edad militar sirvieron en la NZEF. 16.697 neozelandeses murieron y 41.317 resultaron heridos durante la guerra, una tasa de bajas del 58 por ciento. Aproximadamente mil hombres más murieron dentro de los cinco años posteriores al final de la guerra, como resultado de las lesiones sufridas, y 507 murieron mientras entrenaban en Nueva Zelanda entre 1914 y 1918. Nueva Zelanda tuvo una de las tasas más altas de bajas y muertes per cápita de cualquier país involucrado en la guerra.

### Segunda Guerra Mundial
En la Segunda Guerra Mundial, la segunda división luchó en Grecia, Creta, la campaña del desierto occidental y la campaña italiana. Entre sus unidades se encontraba el famoso 28.º Batallón de Māori. Siguiendo la entrada de Japón en la guerra, la tercera división, 2 NZEF IP (en Pacífico) vio la acción en el Pacífico, tomando una serie de islas de los japoneses. Los neozelandeses contribuyeron a varias unidades de fuerzas especiales aliadas, como el grupo desierto de largo alcance original en el norte de África y la Fuerza Z en el Pacífico.
Como parte de los preparativos para el posible brote de la guerra en el Pacífico, las fuerzas defensivas estacionadas en Nueva Zelanda se ampliaron a fines de 1941. El 1 de noviembre, se crearon tres nuevas sede de la brigada (tomando el total en el Ejército de Nueva Zelanda a siete), y se establecieron tres sedes divisionales para coordinar las unidades ubicadas en los distritos militares del norte, central y sur. La División en el Distrito Militar del Norte fue designada la División del Norte y comprendió los grupos de brigadas del 1.º y 12.º. La división del norte más tarde se convirtió en 1.ª división. La cuarta división se estableció en el distrito militar central (con 2.ª y séptima brigadas), y 5.º en el Sur (con 3.ª, 10.ª y 11.ª Brigadas).
Las fuerzas estacionadas en Nueva Zelanda se redujeron considerablemente a medida que pasaba la amenaza de invasión. A principios de 1943, cada una de las tres divisiones de defensa doméstica se redujo de 22,358 a 11,530 hombres. Las unidades no divisionales sufrieron aún más reducciones. El Gobierno de Nueva Zelanda ordenó a un residente general de las fuerzas defensivas en el país el 28 de junio, lo que llevó a nuevas reducciones en la fortaleza de las unidades y un estado más bajo de preparación. A finales de año, casi todo el personal de la fuerza territorial se había desmovilizado (aunque retuvieron sus uniformes y equipos), y solo se publicaron 44 soldados a las tres sede divisionales y de siete brigadas. La situación de la guerra continuó mejorando, y la 4.ª División, junto con las otras dos divisiones y casi todas las unidades de fuerza territorial restantes, se disolvió el 1 de abril de 1944.
La 6.ª División de Nueva Zelanda también se formó brevemente como una formación de engaños al cambiar el nombre del campamento de Nueva York en Maadi en el sur de El Cairo, el área base de Nueva Zelanda en Egipto, en 1942. Además, la brigada del tanque del 1.er Ejército (Nueva Zelanda) también fue activo por un tiempo.